# Parque nacional del Alto Níger
El Parque nacional del Alto Níger (en francés: Parc National du Haut Niger) es un parque nacional en Guinea, en el noroeste de África. El parque cubre alrededor de 6000 kilómetros cuadrados de la zona norte-oriental del país, de los cuales 600 kilómetros cuadrados conforman el área central. El parque protege importantes extensiones de selva y sabana, y se le considera como una prioridad en la conservación en el África occidental en su conjunto.

## Historia
El decreto D / 97/011 / PRE / SGG, de 28 de enero de 1997 creó el parque Nacional de Alto Níger sobre la base del bosque de Mafou (52.400 hectáreas). A continuación, el parque nacional se amplió el bosque de Kouyah por decreto n.º A/97/8210/MAEF/SGG de 15 de septiembre de 1997. Este bosque constituye el segundo elemento básico de protección integral del parque , aumentando su superficie 67.400 ha.

## Ecología del parque
El parque cubre varias zonas ecológicas, la dominante es la de sabana, que consiste en bosques y matorrales. Un área más pequeña del parque se compone de los bosques ribereños a lo largo de los ríos Níger y Mafou. Alrededor del cinco por ciento del parque está dedicada la agricultura, a lo largo de los bordes del parque. El parque sufre incendios frecuentes durante la estación seca.